# تريسي ر. لويس
تريسي ر. لويس (بالإنجليزية: Tracy R. Lewis)‏ هو اقتصادي أمريكي، ولد في 23 يناير 1947.